# James Fergusson (2e baronnet)
James Fergusson de Kilkerran (1688–1759) est un juge écossais.

## Biographie
Il est le fils aîné de John Fergusson, 1er baronnet, de Kilkerran, est né en 1688. Il étudie le droit peut-être à Leyde et est admis avocat en 1711.
Fergusson est élu député de Sutherland en 1734 et siège pour ce comté jusqu'à ce qu'il soit nommé Lord de session le 7 novembre 1735. C'est alors qu'il prend le titre de courtoisie de Lord Kilkerran. Il est fait Lord Justice le 3 avril 1749. Il est mort à son domicile près d'Édimbourg le 20 janvier 1759.

## Travaux
Il a rassemblé et digéré sous forme de dictionnaire les décisions de la Cour de session de l'année 1738 à l'année 1752. À ceux-ci s'ajoutent "quelques décisions rendues dans les années 1736 et 1737". Ceci a été publié par son fils George (Édimbourg, 1775). "Un volume très apprécié pour sa clarté et comme modèle pour la forme la plus utile de rapports juridiques".

## Famille
En septembre 1726, il épouse Jean (1703-1766) (fille de James Maitland, vicomte Maitland (né vers 1680-1709) et Jean, fille de John Gordon (16e comte de Sutherland)),. Ils ont une grande famille, dont beaucoup, avec sa femme, lui ont survécu, dont : 
- Adam Fergusson (1733-1813), leur fils aîné survivant qui a hérité du titre de baronnet, et est devenu avocat, député (alternativement pour l'Ayrshire et Édimbourg) et recteur de Université de Glasgow ;
- Helen, qui est devenue la deuxième épouse de David Dalrymple ;
- George Fergusson.

## Sources
- Lundy, « Jane Maitland », thePeerage website, 25 octobre 2011
- Burke's Peerage, Baronetage & Knightage, vol. 2, Wilmington, Delaware, U.S.A., Burke's Peerage (Genealogical Books), 2003, p. 2249
- Tytler, Life of Lord Kames, vol. 1, Edinburgh, 2nd, 1814, 52, 53
- Watt, Francis; McConnell, Anita (reviewer) (2004). "Fergusson, Sir James, second baronet, Lord Kilkerran (bap. 1688, d. 1759),". Oxford Dictionary of National Biography . Oxford University Press. doi : 10.1093 / réf: odnb / 9333 .